# Molenwaard
Molenwaard è un ex-comune dei Paesi Bassi situato nella provincia dell'Olanda Meridionale. Fu istituito il 1º gennaio 2013 dalla fusione dei precedenti comuni di Graafstroom, Liesveld e Nieuw-Lekkerland ed è stato soppresso nel 2019, quando è stato incluso nella nuova municipalità di Molenlanden.

## Geografia antropica

### Suddivisione amministrativa

#### Città e villaggi principali
- Bleskensgraaf
- Brandwijk
- De Donk
- Gelkenes
- Gijbeland
- Goudriaan
- Graafland
- Groot-Ammers
- Hofwegen
- Kinderdijk
- Kooiwijk
- Langerak
- Liesveld
- Molenaarsgraaf
- Nieuw-Lekkerland
- Nieuwpoort
- Ottoland
- Oud-Alblas
- Streefkerk
- Vuilendam
- Waal
- Wijngaarden